# 埃斯科瓦尔德坎波斯
埃斯科瓦尔德坎波斯，是西班牙卡斯蒂利亚-莱昂莱昂省的一个市镇。 总面积17平方公里，总人口79人（001年），人口密度5人/平方公里。